# GPX
GPX（ジーピーエックス、GPS eXchange Format）は、GPS/GNSS装置やGPS/GNSSソフトウェアなど、アプリケーション間でGPS/GNSSのデータをやりとりするためのデータフォーマットである。GPXは、XML Schemaベースでデザインされており、ウェイポイントや軌跡、ルートなどを記述する。

## データの種類
GPXにおいては、順序関係を持たない地点の集まり（例えばイングランドの地方都市や、ニューヨークの超高層ビル群など）は、個別のウェイポイントの集まりと考える。
一方、順序づけられた地点の集まりは、軌跡あるいはルートとして表現される。
概念上は、人が通った場所を記録したのが軌跡で、これから通るであろう場所を提案するのがルートということになる。
したがって、例えば、軌跡の各地点にはタイムスタンプがある場合がある（なぜなら、記録する場合には、どこにいたか、ということといつそこにいたか、を記録するからである）が、ルートは単なる提案に過ぎず、場合によっては誰もそこを通過したことがないかもしれないので、各地点のタイムスタンプが提供されることはありそうにない。
GPXファイルに必要な最小限のプロパティは、単一のポイントの緯度経度情報である。
それ以外の情報はすべて任意である。